# Siete noches sin ti (álbum)
Siete noches sin ti es el segundo álbum de estudio de Vicky Larraz, fue publicado en 1987 y contiene su mayor éxito en ventas Bravo samurai, la mayor parte de los temas están en compuestos en inglés y también está producido por Steve Taylor.

## Lista de canciones
LP Original 1987
| #  | Título                    | Compositor(es)                          | Duración |
| -- | ------------------------- | --------------------------------------- | -------- |
| 1  | A little bit of heaven    | A. Roman / S. B. Lunt                   | 3:46     |
| 2  | Listen to me              | Steve Taylor / Vicky Larraz             | 3:52     |
| 3  | Programada para él        | Steve Taylor / Vicky Larraz             | 4:14     |
| 4  | Rich girl                 | D. Hall / J. Oates                      | 3:14     |
| 5  | Bravo samurai             | Vicky Larraz / E. Sastre / C. Fernández | 3:54     |
| 6  | Siete noches sin ti       | Danza nº 5 de Enrique Granados          | 4:31     |
| 7  | Hide and seek             | Steve Taylor / Vicky Larraz             | 4:01     |
| 8  | Temporary love            | Alan Roy Scott                          | 3:57     |
| 9  | No te metas en mi cama    | Adap. Luis Gómez Escolar                | 3:03     |
| 10 | Take back your heart      | Steve Taylor / Vicky Larraz             | 3:52     |
| 11 | Out of sight, out of mind | Danza de Enrique Granados               | 4:31     |

Llévatelo todo (Reedición 2015)
| #  | Título                                           | Compositor(es)              | Duración |
| -- | ------------------------------------------------ | --------------------------- | -------- |
| 12 | Bravo samurai (Harakiri mix)                     | Vicky Larraz / E. Sastre    | 5:29     |
| 13 | Summer nights (Winter mix)                       | Steve Taylor / Vicky Larraz | 5:18     |
| 14 | Always the last to know (No te metas en mi cama) | Steve Taylor / Vicky Larraz | 4:06     |
| 15 | Is It Me, Is It You? (Programada para él)        | Steve Taylor / Vicky Larraz | 4:12     |

## Versiones
El 10 de noviembre de 2017 se publica en sencillo digital una nueva versión de Bravo Samurai regrabada por Olé Olé, liderado nuevamente por Vicky Larraz; coincidiendo con el 30 aniversario de su publicación.
El 27 de septiembre de 2019, Bravo samurai se publica en sencillo digital, una nueva versión producida por Steve Taylor y regrabada por Vicky Larraz & Ole'Star. Forma parte de una serie de versiones que se editan durante cada viernes de septiembre y octubre de 2019.